# Morbid Fascination of Death
Morbid Fascination of Death er det tredje studiealbum fra det norske black metal-band Carpathian Forest. Det blev udgivet i 2001.

## Spor
1. "Fever, Flames and Hell" – 2:31
2. "Doomed to Walk the Earth as Slaves of the Living Dead" – 3:12
3. "Morbid Fascination of Death" – 2:28
4. "Through Self-Mutilation" – 2:58
5. "Knokkelmann" – 3:42
6. "Warlord of Misantrophy" – 2:43
7. "A World of Bones" – 4:43
8. "Carpathian Forest" – 2:06
9. "Cold Comfort" – 5:08
10. "Speechless" – 3:27
11. "Ghoul" – 3:40 (Mayhem Cover)
12. "Nostalgia" – 9:34 (Demo Version)